# Otto Wagner
Otto Wagner, född 13 juli 1841 i Penzing, Wien, död 11 april 1918 i Wien, var en österrikisk arkitekt och möbelformgivare. Han arbetade i en florentinsk renässansstil innan han 1893 övergav de historicerande stilarna för de moderna anspråken på kongruens mellan funktion, material och konstruktion. År 1896 formulerade han sina ställningstaganden i boken Moderne Architektur och fick därefter stort inflytande som både arkitekt och lärare med sin jugendarkitektur.

## Biografi

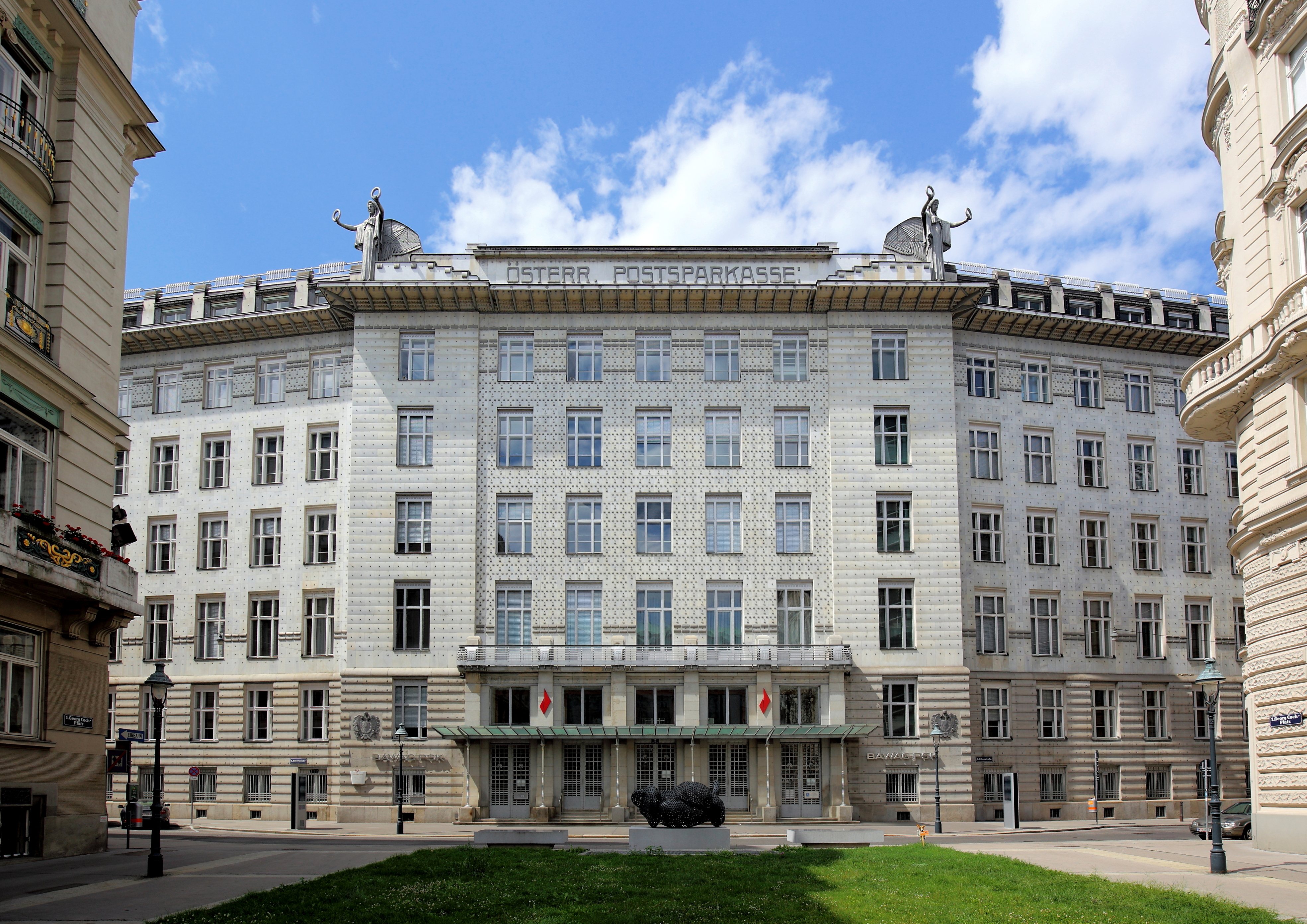
Otto Wagners Postsparkasse i Wien (1904–1906).

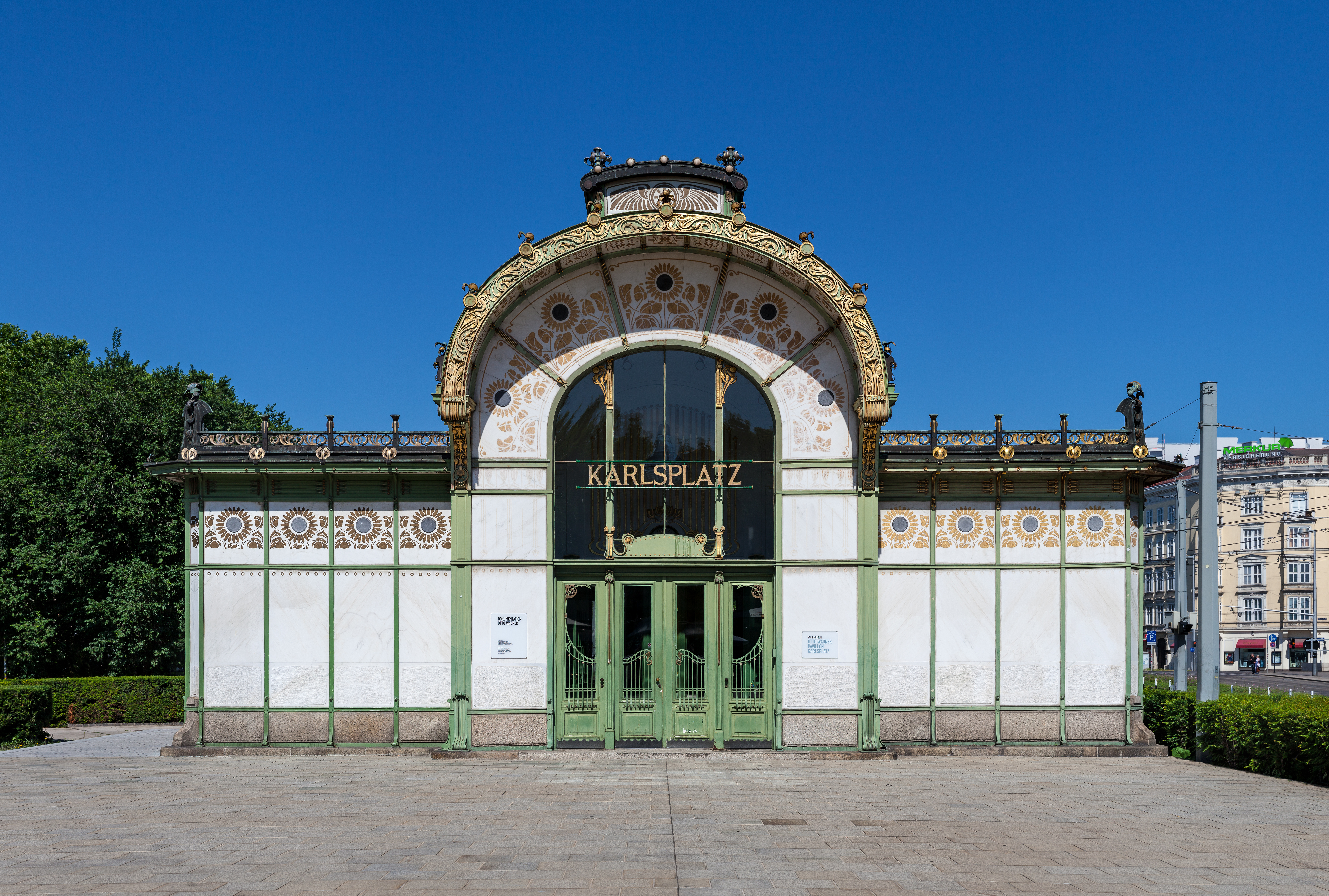
Otto-Wagner-Pavillon på Karlsplatz.

Wagner studerade i sin födelsestad vid Polytechnische Institut och för Eduard van der Nüll och August Sicard von Sicardsburg vid Wiens konstakademi samt i Berlin och var sedan verksam i Wien. Till hans tidigare alster hör synagogan i Budapest (1872, i polykromt tegel). Han ritade för övrigt en tid framåt mest privathus och villor. I Länderbank (1890) tillämpade han renässansformer för moderna behov. Bland hans övriga verk är en monumental bro över Donaukanalen jämte kajbyggnader, vidare stationshus, paviljonger och broar till Wiens stadsbana samt Österreichische Postsparkasse och den högst originella kupolkyrkan vid Steinhof. 

### Wagners formspråk
Under livlig verksamhet utarbetade Wagner en egen stil, som stod i skarp motsättning till Wienarkitekturen, sådan den hade utvecklats under 1800-talet. Med anknytning från empiren utgick han i sina verk från rent konstruktiva grundsatser, sökte i främsta rummet geometrisk klarhet och bestämdhet, enkla mått, rena linjer, sökte med ett ord form, aldrig stämning.
Motpartiet tog sikte på den nykterhet och kyla de fann i hans skapelser, på hans underskattande av historiska och lokala traditioner, ibland även på hans suveräna sätt att använda sitt material (blankpolerad marmor, metall, förgyllning, mosaik, glas).

### Stadsdelsplaner och monumentalbyggnader
Wagner ritade sammanlagt ett hundratal privathus, uppförde många av dem för sin egen räkning och naturligtvis i detalj efter sin egen smak och sålde dem, då de stod färdiga. Han gjorde även ritningar till planmässigt bebyggande av nya stadsdelar och utarbetade storartade förslag till monumentalbyggnader, bland dem till ombyggnad av Kapucinkyrkan med ny kejsargrav, nybyggnader för 'Konstakademien, krigsministeriet och för Wiens stadsmuseum (vid första tävlan till det sistnämnda var han avgjort segrare, men vid förnyad tävlan föll han igenom).
Wagner fick titeln oberbaurat, var professor vid akademien i Wien 1894–1912 och samlade kring sig en skara lärjungar. Sina grundsatser framlade han i ord och skrift i broschyrerna Moderne Architektur (1896, senare omarbetad med titel Die Baukunst unserer Zeit, fjärde upplagan 1914), Der Grosstadt med flera Skizzen, Projekte und ausgeführte Bauwerke utgav han 1891–1906 (tre delar).

## Byggnadsverk (urval)
- Wiens stadsbana, Wien 1894-1901
- Majolikahaus, Wien 1898-1899
- Österreichische Postsparkasse, Wien 1904-1906